# هوغو غاستون
هوغو غاستون (بالفرنسية: Hugo Gaston)‏ هو لاعب كرة مضرب فرنسي، ولد في 26 سبتمبر 2000.

## وصلات خارجية
- هوغو غاستون على موقع رابطة محترفي التنس (الإنجليزية)
- هوغو غاستون على موقع الاتحاد الدولي لكرة المضرب (الإنجليزية)
- هوغو غاستون على موقع خلاصة التنس.كوم (الإنجليزية)
- هوغو غاستون على موقع إي إس بي إن.كوم (الإنجليزية)
- هوغو غاستون على موقع أوليمبيديا (الإنجليزية)
- هوغو غاستون على موقع اللجنة الأولمبية الفرنسية (مؤرشف) (الفرنسية)